# گربه‌ماهی رافائل راه‌راه
گربه ماهی رافائل راه راه ( Platydoras armatulus ) یک گربه ماهی از خانواده گربه ماهیان صدادار است که به اسم های رافائل راه راه جنوبی ، گربه ماهی سخنگو، گربه ماهی شکلاتی ، گربه ماهی شکلاتی یا گربه ماهی خاردار نیز نامیده شود.  کت فیش رافائل بومی حوضه های آمازون ، پاراگوئه – پارانا و قسمتهای پایین دستی رود اورینوکو در آمریکای جنوبی است.  این گونه آرام و شبگرد به دلیل خلق و خوی دلپذیر و طبیعت کنجکاو، یک ماهی آکواریومی محبوب است. 
این گربه ماهی مدت‌هاست که با گونه ای موسوم به Platydoras costatus بومی سورینام و گویان فرانسه که نوار رنگ پریده روی بدن روی سر آن امتداد نمی‌یابد، اشتباه گرفته می‌شود. 

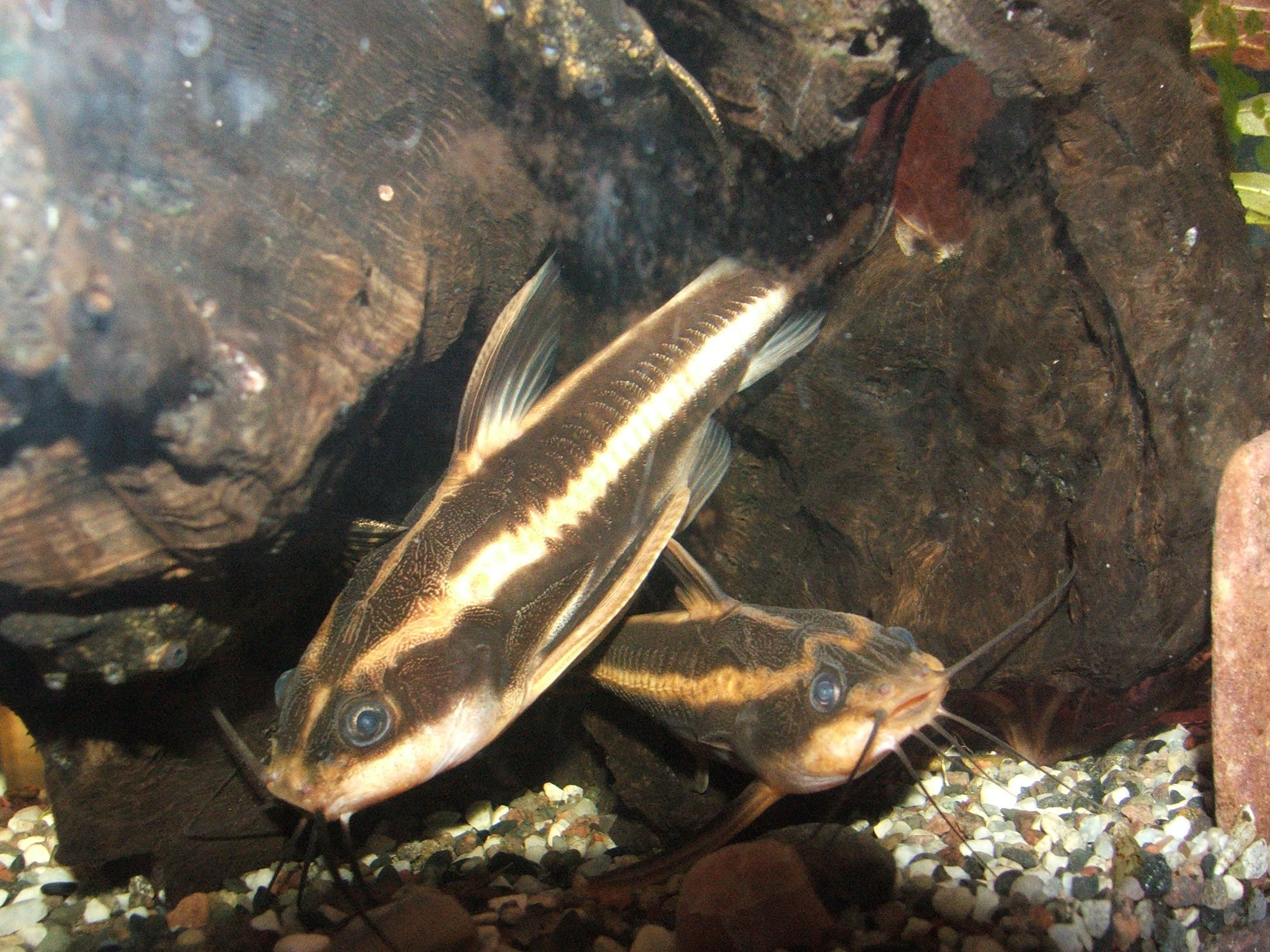
گربه ماهی رافائل راه راه در آکواریوم.

## همچنین ببینید
- لیست گونه های ماهی آکواریومی آب شیرین